# 卡洛扬·卡拉兹诺夫
卡洛扬·卡拉兹诺夫（Kaloyan Karadzhinov，1982年3月28日—），一般称作卡尤，生于索菲亞，保加利亞职业足球运动员，现效力於索菲亞火車頭，他曾替保加利亞上陣2次，射入1球。